# Stronia (strumień)
Stronia (niem. Hahnsgrund Bach) – niewielki strumień w północno-zachodniej Polsce, prawy dopływ Chojnówki. Płynie przez środkową część Puszczy Bukowej w województwie zachodniopomorskim. 
Strumień płynie doliną w głęboko wciętym korycie, uchodzi do Chojnówki. Nieco powyżej ujścia przyjmuje z prawego brzegu strumień Grodarz.